# スーパーハナハナ30
スーパーハナハナ30は、2003年にパイオニアが開発・販売したパチスロ機である。いわゆる沖スロ。

## 概要
『ハナハナ30』の後継機であり、『ビッグシオ30』に続くパイオニアのストック機第2弾として2003年に発売された。『ビッグシオ30』同様ボーナス確率はメーカー未発表のままであるが、各攻略誌により内部解析が行われ公表されている。後述する内部モード・天井ゲーム数は解析値をもとに記載している。
リール配列には前作の特徴を色濃く残す「左リール2連スイカ」「中リールHANA・リプレイ・HANA」「右リールHANA・チェリー・赤7」などが存在するが、実は前作とリール配列は微妙に異なっている。
また、筐体デザインやBGMなどに変更が加えられており、パイオニア製沖スロの象徴とも言えるボーナス確定を点滅で知らせるハイビスカスのデザインも若干の変更が加えられた。全体の面積が大きくなり、葉っぱの面積が多少小さくなった。
本機はモード式のストック機であり、朝イチ、通常、スーパーハナハナA、B、Cの5つのモードが存在する。スーパーハナハナモード（通称スーハナモード）に移行するとボーナス放出確率が大幅にアップ(約1/20)し早い連荘が期待できる。朝イチモードに関しても放出確率が高い(約1/60)。一方、プレイヤーが大いに嫌いそうな通常モードであるが、通常ゲームの9割以上はこのモードに滞在しており、毎ゲームボーナス放出抽選が行われている。パイオニアは通常モードを「ハナハナモード」と呼んでいるが、プレイヤーには浸透しなかった。天井は1024～1151G。
通常時、ビッグボーナス中は『ハナハナ30』同様の打ち方が通用する。ハイビスカスの点滅も高速点滅などプレミアも存在し、前作のボーナス中BGMやリプレイ音などのSEについても、ある条件を満たすとプレミア音として聴くことができる。
連荘とマイルドを兼ね揃えた本機ではあるものの、時代が爆裂機時代末期だったにも関わらずマイルドな機種というものはあまり受け入れられず、更には⌀30メダル用マシンということで店側がメダルなどもあわせて用意しなければいけないという煩わしさがあったおかげで、特に本土のホールでは消極的な姿勢が多かった。
ところが⌀30メダルが主流である沖縄県では人気を博し、本土のオリンピア系パトランプ人気とは裏腹に、本機が沖縄県でのシェアを完全に支配していた。しかし、検定期限切れに伴い2006年10月には姿を消すこととなり、導入後継機として、同じパイオニア製のスーパーシオ30、ドンドンハナハナ30等が導入されている。
なお、本機は時代の流れもあって、パネルが3タイプ存在する。

## 出玉率
| 設定 | 出玉率 |
| ---- | ------ |
| 1    | 90.1%  |
| 2    | 93.0%  |
| 3    | 96.4%  |
| 4    | 100.2% |
| 5    | 104.3% |
| 6    | 111.3% |

※数値はメーカー発表値。

## ゲーム機
- オンラインゲームサイト『777town.net』にてプレイが可能である。